# Kaplica św. Ducha w Krobi
Kaplica świętego Ducha w Krobi – rzymskokatolicki kościół filialny należący do parafii św. Mikołaja w Krobi (dekanat krobski archidiecezji poznańskiej). Jest jednym z rejestrowanych zabytków miasta.
świątynia powstała jako kościół szpitalny. Pierwsza budowla została wzniesiona zapewne na początku XV wieku. Był to obiekt drewniany. W 1745 roku została zbudowana obecna kaplica. W 1778 roku w czasie wizytacji parafii szpitalnej sporządzonej przez księdza Rokossowskiego stan techniczny świątyni został oceniony jako bardzo zły. W latach 1825-1829 mieszkańcy Krobi wyremontowali kaplicę, zostało to udokumentowane listem umieszczonym w blaszanej puszce gałki krzyża wieży świątyni. W 1832 roku do kościoła została dobudowana kaplica pod wezwaniem świętej Barbary. W 1878 roku mur pruski od strony północnej został zastąpiony murem ceglanym. W 1925 roku został wykonany remont kapitalny świątyni. Podobny remont został przeprowadzony w 1945 roku. Kaplica została wzniesiona w stylu późnobarokowym.